# Cachoeiro de Itapemirim
Cachoeiro de Itapemirim är en stad och kommun i östra Brasilien och ligger i delstaten Espírito Santo. Staden är belägen vid floden Itapemirim och har cirka 200 000 invånare i kommunen.

## Administrativ indelning
Kommunen var år 2010 indelad i elva distrikt:
- Burarama
- Cachoeiro de Itapemirim
- Conduru
- Córrego dos Monos
- Coutinho
- Gironda
- Gruta
- Itaoca
- Pacotuba
- São Vicente
- Vargem Grande do Soturno

## Befolkningsutveckling
| Område              | Areal (km²)   | Invånarantal 1 augusti 2000 | Invånarantal 1 augusti 2010 | Invånarantal 1 juli 2014 |
| ------------------- | ------------- | --------------------------- | --------------------------- | ------------------------ |
| Kommun              | 878,18        | 174 879                     | 189 889                     | 206 973                  |
| Urban befolkning    | Ingen uppgift | 155 401                     | 173 589                     | Ingen uppgift            |
| ...varav centralort | Ingen uppgift | 147 965                     | 163 115                     | Ingen uppgift            |